# Абдуллін Муслім Мукимович
Муслім Мукимович Абду́ллін (нар. 14 березня 1916, Усть-Каменогорськ — пом. 7 грудня 1996, Алмати) — казахський радянський оперний співак (ліричний тенор); народний артист Казахської РСР з 1947 року. Чоловік артистки балету Камиш Карабалінової.

## Біографія
Народився 1 [14] березня 1916 року в місті Усть-Каменогорську (нині Східноказахстанська область, Казахстан). Татарин. Брат-близнюк співака Рішата Абдулліна. З 1932 року навчався у Алматинському музично-драматичному технікумі; 1939 року закінчив казахську студію при Московській консерваторії, був учнем професора А. І. Вишневського..
Протягом 1939—1965 років — соліст Казахського театру опери та балету імені Абая; з 1965 року — художній керівник Казахконцерту. Помер в Алмати 7 грудня 1996 року.

## Творчість
Виконував партії у класичних російських, західноєвропейських на казахських операх, зокрема:
- Тулеген, Отарбек, Балпан, Кайрат, Кайракпай, Аристан («Киз-Жибек», «Ер-Таргин», «Дударай», «Гвардія, вперед!», «Жалбир», «Айман — Шолпан» Євгена Брусиловського);
- Азим («Абай» Ахмета Жубанова і Латифа Хаміді);
- Жек («Алтинчеч» Назіба Жганова);
- Лю-Чунь («Назугум» Куддуса Кужам'ярова);
- Серик («Біржан і Сара» Мукана Тулебаєва);
- Туякбай («Камар сулу» Єркегалі Рахмадієва);
- Ленський («Євгеній Онєгін» Петра Чайковського).

У дуеті з братом виступав як концертний співак, виконував казахські народні пісні, твори казахських і російських композиторів.